# Knipschaar

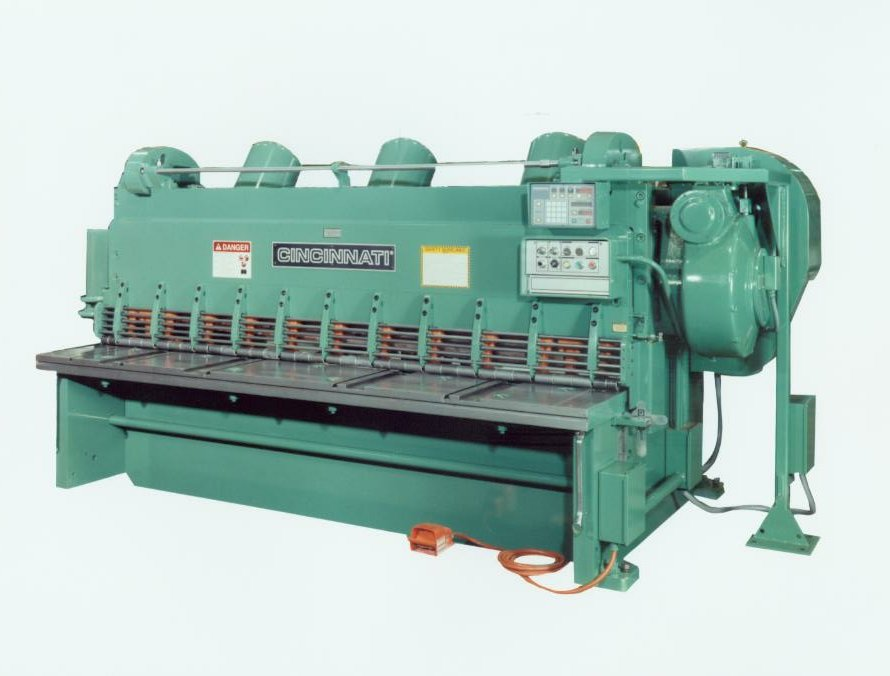
Slagschaar

Een knipschaar of slagschaar is een grote plaatschaar die in werkplaatsen of fabrieken wordt gebruikt voor het machinaal knippen van platen. Het is een productiemachine waarbij een bovenmes is bevestigd in de bovenbalk en een ondermes is bevestigd in de tafel. Deze schuiven, afhankelijk van de instellingsmogelijkheden en de te knippen plaatdikte, langs elkaar af.
Er bestaan twee typen knipschaar: een oscillerende en een guillotineschaar.
- Oscillerend wil zeggen dat de balk een slaande beweging maakt, zoals de klauw van een tijger.
- Guillotine wil zeggen dat de balk verticaal beweegt.

Er is geen overeenstemming over wat de beste methode is. Met een schaar wordt plaatmateriaal geknipt. Dit kan in allerlei vormen en maten zijn; van 1 tot 8 meter met een dikte van 0,2 mm tot circa 20 mm (staal 37), of 0,2 mm tot circa 14 mm (roestvast staal).
In de slagschaar wordt, voor het daadwerkelijk knippen, de plaat door middel van een aantal neerhoudstempels vastgehouden Dit verbetert het knipresultaat en is bovendien veiliger. Veel van de slagscharen tegenwoordig zijn voorzien van CNC-bediening. Hiermee kan men de lengte, de dikte, het soort en de breedte van het materiaal ingeven, waarna de schaar zichzelf in de meest ideale positie zet om de betreffende plaat te knippen.
In verband met de steeds strenger wordende veiligheidseisen worden de nu gebouwde machines uitgerust met een afscherming daar waar de plaat door de bediener in de schaar wordt gebracht, deze wordt bevestigd op een aantal centimeters voor de messen zodat de vingers van de bediener er niet onderdoor kunnen. De bediening geschiedt meestal door middel van een pedaal.